# Баљковица Доња
Баљковица Доња је насељено место у граду Зворник, Република Српска, БиХ. На попису становништва 2013. године Баљковица Доња је имала 169 становника.

## Географија
Налази се на надморској висини између 200 и 300 м, површине 1,01 км² на удаљености око 13 км од Зворника. Насеље је збијеног зипа и припада месној заједници Петковци. Смештено је на брдовито-брежуљкастом терену, кроз атар који је углавном сачињен од обрадивог земљишта са нешто белогоричне шуме, протиче река Сапна.

## Историја
На подручју села постоји више средњовековних некропола, на локалитету Срнине се налази 31 стећак, на Мраморићу 7, на Класи 2 и на локалном гробљу 6 стећака. Стећак код сеоске чесме је у облику саркофага, украшен је биљном орнаментиком и стилизованим спиралама. За време Првог светског рата из села је солунски добровољац био Петар Бујић. Током Другог светског рата погинуло је 8 цивила, а у Одбрамбено-отаџбинском рату је погинуло 9 бораца ВРС. Испред Дома културе је 1954. године подигнуто спомен-обележје за 36 погинулих бораца НОВЈ из овог и околних села, а 2000. године за погинуле борце ВРС из овог места.

## Становништво
Баљковица Доња је 1879. године имала 27 домаћинства и 160 становника, од чега је 138 муслимана и 22 православаца. Године 1885. је имала 222, а 1921. године као два села, Доња Баљковица Српска и Доња Баљковица Турска, имала је 273 становника. Као јединствено село Баљковица Доња је 1948. имала 158 становника. Према попису становништва из 2013. године насеље је имало 62 домаћинства и 169 становника, већински је било насељено Србима.
| Демографија | Демографија | Демографија |
| Година      | Становника  | Становника  |
| ----------- | ----------- | ----------- |
| 1948.       | 158         |             |
| 1953.       | 171         |             |
| 1961.       | 186         |             |
| 1971.       | 224         |             |
| 1981.       | 257         |             |
| 1991.       | 344         |             |
| 2013.       | 169         |             |

| Националност | 2013.       | 1991.       | 1981.      | 1971.       |
| Срби         | 129 (76,3%) | 289 (84,5%) | 257 (100%) | 198 (88,4%) |
| Муслимани    | —           | 50 (14,6%)  | —          | 23 (10,3%)  |
| Бошњаци      | 40 (23,7%)  | —           | —          | —           |
| Црногорци    | —           | —           | —          | 2 (0,9%)    |
| Хрвати       | —           | 1 (0,3%)    | —          | —           |
| Македонци    | —           | —           | —          | 1 (0,4%)    |
| остали       | —           | 2 (0,6%)    | —          | —           |
| Укупно       | 169         | 342         | 257        | 224         |

### Родови
У Баљковици Доњој су 2017. године живеле породице Јаћимовићи и Јеркићи које славе Јовањдан, Бабићи, Ивановићи, Радовићи, Ребићи, Савићи, Стојановићи и Цвјетиновићи које славе Аранђеловдан, Бујићи славе Митровдан, Гајићи и Пантићи славе Никољдан, Готовац славе Ђурђевдан, Перићи славе Зачеће Светог Јована Крститеља и Ристићи и Стевићи славе Илиндан. Раније је у селу живела муслиманска породица Ђулић. Преци данашњег становништва већином су се доселили из Црне Горе и Херцеговине.

## Образовање и привреда
У селу је 1947. године отворена четворогодишња основна школа, а 1979. године је изграђена нова школска зграда и прерасла је у осмогодишњу школу „Иво Лола Рибар”. Школа је престала да ради 1992. године, а 1997. је отворена као подручно одељење ОШ „Свети Сава” из Зворника. Од 2002. године је у саставу ОШ „Десанка Максимовић” из Челопека, а 2014. године је радила као деветогодишња школа.
Село има три православна гробља, најближа православна црква је у селу Шетићи, а најближе џамије су у селима Ђулићи и Клиса. Дом културе је изграђен 1949. године, у њему је смештена сеоска амбуланта и Омладински дом. У селу су 2015. године радиле две трговинске и једна угоститељска радња и две ауто-школе. Село је добило електричну енергију 1966/67. године, а фиксну телефонску мрежу 1982. године. Први водовод је изграђен 1978. а други 2000. године. Кроз село пролази регионални пут Сапна—Каракај, док су сеоски путеви асфалтирани 1978. године.